# Hanik
't Hanik is een buurtschap van het dorp Lomm in de gemeente Venlo, in de Nederlandse provincie Limburg. 
De buurtschap kenmerkt zich voornamelijk door veebedrijven. Ten westen van de buurtschap ligt de Leeremarksche Heide en ten oosten de Duitse grens met de gemeente Straelen.